# Bengt Nyholm
Bengt „Zamora“ Nyholm (* 30. Januar 1930 in Härnösand; † 10. September 2015) war ein schwedischer Fußballspieler.

## Werdegang
Nyholm spielte in den 1950er und Anfang der 1960er Jahre für IFK Norrköping in der Allsvenskan. Mit dem Klub konnte er mehrere Meistertitel feiern. 1961 wurde der Torwart mit dem Guldbollen als Schwedens Fußballer des Jahres ausgezeichnet.
Zwischen 1959 und 1964 stand Nyholm 30 Mal für die schwedische Nationalmannschaft auf dem Platz. Zudem bestritt er zwischen 1954 und 1958 drei B-Länderspiele.

## Erwähnenswertes
Sein Spitzname „Zamora“ leitet sich von der spanischen Torhüterlegende Ricardo Zamora ab.

## Erfolge
- Schwedischer Meister 1952, 1956, 1957, 1960, 1962, 1963
- Guldbollen: 1961